# Cyclospermum laciniatum
Cyclospermum laciniatum là một loài thực vật có hoa trong họ Hoa tán. Loài này được (DC.) Constance mô tả khoa học đầu tiên năm 1990.